# Liste der Kulturdenkmäler in Haserich
In der Liste der Kulturdenkmäler in Haserich sind alle Kulturdenkmäler der rheinland-pfälzischen Ortsgemeinde Haserich aufgeführt. Grundlage ist die Denkmalliste des Landes Rheinland-Pfalz (Stand: 21. September 2023).

## Einzeldenkmäler
| Bezeichnung         | Lage                    | Baujahr                  | Beschreibung                                                                                        | Bild            |
| ------------------- | ----------------------- | ------------------------ | --------------------------------------------------------------------------------------------------- | --------------- |
| Quereinhaus         | Hauptstraße 31 (?) Lage | 17. oder 18. Jahrhundert | Quereinhaus; Fachwerkbau, teilweise massiv, 17. oder 18. Jahrhundert, bezeichnet 1784 (Renovierung) | BW              |
| Kapelle St. Michael | Hauptstraße 16 Lage     | 1932                     | Saalbau, 1932                                                                                       | Fotos hochladen |